# Ram Subhag Singh

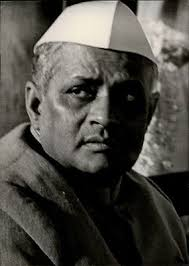
Ram Subhag Singh

Ram Subhag Singh (Hindi राम सुभग सिंह; * 7. Juli 1917 in Khajuria, Shahabad, Provinz Bihar und Orissa, Britisch-Indien; † 16. Dezember 1980 in Delhi) war ein indischer Politiker des Indischen Nationalkongresses INC, der unter anderem Mitglied der Lok Sabha, des Unterhauses des indischen Parlaments, sowie Staatsminister und Minister in verschiedenen Unionsregierungen war.

## Leben
Ram Subhag Singh, Sohn von Ram Balak Singh, absolvierte nach dem Schulbesuch in Arrah ein Studium an der Kashi Vidyapith, eine 1921 gegründete Hochschule in Varanasi, welches er mit einem Master of Arts (M.A.) beendete. Er war als Landwirt sowie Journalist tätig und schloss dort seine Promotion zum Doctor of Philosophy (Ph.D.) an der Missouri School of Journalism der University of Missouri. Er engagierte sich in der Quit-India-Bewegung von Mahatma Gandhi und war ein enger Mitarbeiter von Jawaharlal Nehru.
Nach der Unabhängigkeit Indiens vom Vereinigten Königreich am 15. August 1947 war er von 1950 bis 1952 Mitglied des Provisorischen Parlaments und zugleich zwischen 1950 und 1952 Mitglied des Zentralen Wahlkomitees des Indischen Nationalkongresses (INC). Er wurde bei der Parlamentswahl in Indien 1951–1952 für den INC im Wahlkreis „Bihar-Buxar“ erstmals zum Mitglied der Lok Sabha gewählt, des Unterhauses des indischen Parlaments (Bhāratīya Sansad), und gehörte dieser nach seinen Wiederwahlen bei der Wahl zwischen dem 24. Februar 1957 und dem 15. März 1957, der Wahl vom 19. bis 25. Februar 1962 sowie der Wahl vom 15. bis 21. Februar 1967 bis zur Wahl vom 1. bis 10. März 1971. Er wurde im April 1962 Präsident des INC im Distrikt Buxar und gehörte seit 1953 dem Exekutivkomitee der Kongresspartei im Parlament als Mitglied an. Während seiner Parlamentszugehörigkeit war er mehrmals Sekretär der Kongresspartei im Parlament (1955–57, 1958–59, 1960–61 und 1961–62) und wurde zudem im Januar 1961 Mitglied des Arbeitsausschusses des INC.
Im Kabinett Nehru IV fungierte Ram Subhag Singh zwischen dem 8. Mai 1962 und dem 8. Juni 1964 als Staatsminister im Ministerium für Ernährung und Landwirtschaft und bekleidete im darauf folgenden Kabinett Shastri vom 9. bis zum 13. Juni 1964 kurzzeitig das Amt des Ministers für soziale Sicherheit und Heimindustrie. Im Anschluss am 14. Juni 1964 Staatsminister im Eisenbahnministerium und bekleidete dieses Amt vom 24. Januar 1966 bis zum 12. März 1967 auch im Kabinett Indira Gandhi I. Zudem wurde er 1966 erneut Mitglied des Zentralen Wahlkomitees des INC. Im Zuge einer Umbildung des ersten Kabinett Indira Gandhi übernahm er am 13. März 1967 von Satya Narayan Sinha die Posten als Minister für parlamentarische Angelegenheiten sowie zugleich als Kommunikationsminister und behielt diese bis zum 14. Februar 1969, woraufhin Kotha Raghuramaiah neuer Minister für parlamentarische Angelegenheiten und Satya Narayan Sinha abermals Kommunikationsminister wurden. Im Rahmen der Kabinettsumbildung vom 14. Februar 1964 löste er selbst C. M. Poonacha als Eisenbahnminister ab und verblieb in diesem Ministeramt bis zum 3. November 1969, woraufhin Justizminister Panampilly Govinda Menon kommissarisch die Nachfolge übernahm. Nach dem offenen Bruch zwischen der Parteiführung und Indira Gandhi und dem formellen Ausschluss von Indira Gandhi aus der Kongresspartei am 12. November 1969 trat Ram Subhag Singh der abgespaltenen Indian National Congress (Organisation) (INC(O)) bei und übernahm am 17. Dezember 1969 die neu geschaffene Funktion als Oppositionsführer in der Lok Sabha. Er behielt diese bis zum 27. Dezember 1970, woraufhin die Funktion des Oppositionsführers in der Lok Sabha bis zum 30. Juni 1977 vakant blieb.
Aus seiner Ehe mit Shrimati Dhanwati Singh gingen vier Söhne und eine Tochter hervor. Er verstarb am 16. Dezember 1980 im Alter von 63 Jahren an den Folgen eines Herzinfarkts.